# Джесика Ръстън
Джесика Уелс Ръстън (на английски: Jessica Ruston) е английска журналистка, сценаристка и писателка, авторка на произведения в жанровете съвременен любовен роман и чиклит.

## Биография и творчество
Джесика Ръстън е родена през 1977 г. в Уорикшър, Англия. Дъщеря е на писателите Сюзън Хил и Стенли Уелс. Учи в Дамския колеж на Челтнъм и завършва психология в Свободния университет в Милтън-Кинс. След дипломирането си работи в театъра и в издателство „Лона Барн Букс“ в Лондон.
Омъжва се за звукорежисьора Джак Ръстън. Имат дъщеря Лила.
Първата ѝ документална книга „Героини“ е издадена през 2006 г. Книгата представя цитати и информация за стотици смели, лоши и красиви жени. Били ли са моделирани бутилките за шампанско по идеалната гърда на Мадам Дьо Помпадур, платил ли е Хю Хефнър £85 000 за гробницата, съседна на тази на първото момиче на „Плейбой“ Мерилин Монро, били ли са премазани до смърт 17 души при процесията на ковчега на Ева Перон, дали Кондолиза Райс е пианист на концертно ниво, и много други забавни и забравени факти.
Дебютният ѝ роман „Лукс“ е издаден през 2009 г. Сексапилният нюйоркчанин Логан Барнс се премества в Лондон със съвършената съпруга, съвършеното семейство и перлата в хотелската му империя – изумителен остров, на който богатите могат да избягат от светлината на прожекторите. Но той не само има множество неприятели, особено в лицето на предадения от него бивш приятел Николо Флорес, но и страстта към комара, наркоманията, и секса. Екзотичната и бляскава история става бестселър, печели награда за дебют на годината от списание „Ел“ и я прави известна.
В следващия си роман „Да докоснеш звездите“ от 2010 г. представя историята на производителката на най-луксозните шапкарски изделия Вайолет Кавали, която върти бизнес за милиони и отглежда трите си деца. Но дали Вайолет е жената, за която всички я мислят, дали децата нямат скрити опасни тайни, дали зад бляскавата фасада не се крият унищожителни събития.
Джесика Ръстън пише статии за списанията „Grazia“, „Red“, „Woman and Home“и др., както и рецензии на книги. Освен като писател работи предимно в разработването на редица проекти за телевизията, с продуцентски компании, включително „ITV Studios“, „Keshet International“, „Mulberry Films“, „Monumental Pictures“, „Origin Film“ и „Roughcut Television“. Също така чете лекции в Работилницата на писатели, и преподава редовен курс по творческо писане, работейки с нови писатели като ментор и редактор.
Джесика Ръстън живее със семейството си в Брайтън.

## Произведения

### Самостоятелни романи
- Luxury (2009)
Лукс, изд.: „Сиела“, София (2011), прев. Цветана Генчева
- To Touch the Stars (2010)
Да докоснеш звездите, изд.: „Сиела“, София (2012), прев. Цветана Генчева
- The Darker Side of Love (2011)
Тъмната страна на любовта, изд.: „Сиела“, София (2014), прев. Цветана Генчева
- The Lies You Told Me (2013)

Документалистика
- Heroines: Bold, The Bad & the Beautiful (2006)
- How Small Groups Can Raise Big Funds (2007)

Екранизации
- 2001 Two Days, Nine Lives
- 2017 Casualty – Тв сериал, 1 епизод